# Пайнел (Бразилия)
Пайнел (порт. Painel)  —  муниципалитет в Бразилии, входит в штат Санта-Катарина. Составная часть мезорегиона Серрана. Входит в экономико-статистический  микрорегион Кампус-ди-Лажис. Население составляет 2486 человек на 2006 год. Занимает площадь 742,103 км². Плотность населения — 3,3 чел./км².

## История
Город основан 7 августа 1994 года. 

## Статистика
- Валовой внутренний продукт на 2003 составляет 20.146.629,00 реалов (данные: Бразильский институт географии и статистики).
- Валовой внутренний продукт на душу населения на 2003 составляет 8.277,17 реалов (данные: Бразильский институт географии и статистики).
- Индекс развития человеческого потенциала на 2000 составляет 0,753 (данные: Программа развития ООН).